# Terphothrix modificata
Terphothrix modificata är en fjärilsart som beskrevs av Druce 1906. Terphothrix modificata ingår i släktet Terphothrix och familjen tofsspinnare. Inga underarter finns listade i Catalogue of Life.